# أويوكاسيرو
بلدية أويوكاسيرو (بالإسبانية: Hoyocasero) هي بلدية تقع في مقاطعة آبلة التابعة لمنطقة قشتالة وليون وسط إسبانيا.

## الديموغرافيا
يبلغ عدد سكان بلدية أويوكاسيرو 344 نسمة عام 2011 (وفقاً للمعهد الوطني للإحصاء الإسباني).
| 416 | 387 | 407 | 359 | 345 | 360 | 344 |